# Nashia
Nashia, monotipski biljni rod iz porodice sporiševki smješšten u tribus Lantaneae. Jedini predstavnik mu je grm N. inaguensis sa Bahama, otoka Portoriko, Turks i Caicos i Djevičanskih otoka (St. Croix, St. Thomas).

## Opis
Zimzeleni grmovi ili stabla koja narastu do 3 m visine. Listovi su nasuprotni i dugi do 3 cm., jajastog do eliptičnog oblika sa zaokrenutim lisnim rubom, a vrh je ušiljen. Stabljike i listovi prekriveni su sitnim dlačicama. Potpuni, savršeni, zigomorfni cvjetovi raspoređeni su u aksilarne glavice. Čaška je svedena na jednu dlakavu strukturu sličnu brakteji. Vjenčić ima 4 srasle, bijele latice. U vjenčić su srasla 4 prašnika. Jajnik je gornji s dvije lokule. Plod je narančasta koštunica.

## Sinonimi
- Lippia inaguensis (Millsp.) Urb.; Symb. Antill. 7: 353 (1912)

## Galerija
- N. inaguensis
- N. inaguensis
- N. inaguensis
- N. inaguensis